# Frank Johnston
Francis Hans Johnston, znany jako Frank Johnston, po 1927 także jako Franz Johnston (ur. 19 czerwca 1888, Toronto, Ontario, zm. 9 lipca 1949, tamże) – kanadyjski malarz-pejzażysta, członek założyciel Grupy Siedmiu. Był jedynym członkiem tego ugrupowania bez formalnego członkostwa.

## Życiorys
W 1904 Frank Johnston rozpoczął praktykę jako projektant jubilerski w firmie Ryrie Bros. w Toronto. Później uczęszczał na wieczorowe zajęcia artystyczne w Toronto's Central Technical School pod kierunkiem Gustava Hahna, a następnie na Central Ontario School of Art pod kierunkiem Williama Cruikshanka i G.A. Reida. W 1908 rozpoczął pracę jako artysta reklamowy w firmie Grip Ltd. Nawiązał współpracę z J.E.H. MacDonaldem i Tomem Thomsonem, a później również z Arthurem Lismerem i Franklinem Carmichaelem, przyszłymi założycielami Grupy Siedmiu. Johnston był również członkiem Art Letters Club, ugrupowania skupiającego ok. stu osób, które regularnie spotykały się, aby dyskutować na temat różnych rodzajów sztuki: literatury, architektury, malarstwa, muzyki, rzeźby, fotografii i aktorstwa. Na forum klubu Johnston spotkał kolejnego przyszłego członka Grupy Siedmiu, Lawren Harrisa i zaprzyjaźnił się z nim.
W 1910 wyjechał do Stanów Zjednoczonych, aby studiować sztukę na Pennsylvania Academy of Fine Arts. W tym czasie pracował w Filadelfii i w Nowym Jorku jako projektant reklamowy. W 1915 powrócił do Toronto. Zaczął malować pejzaże. 

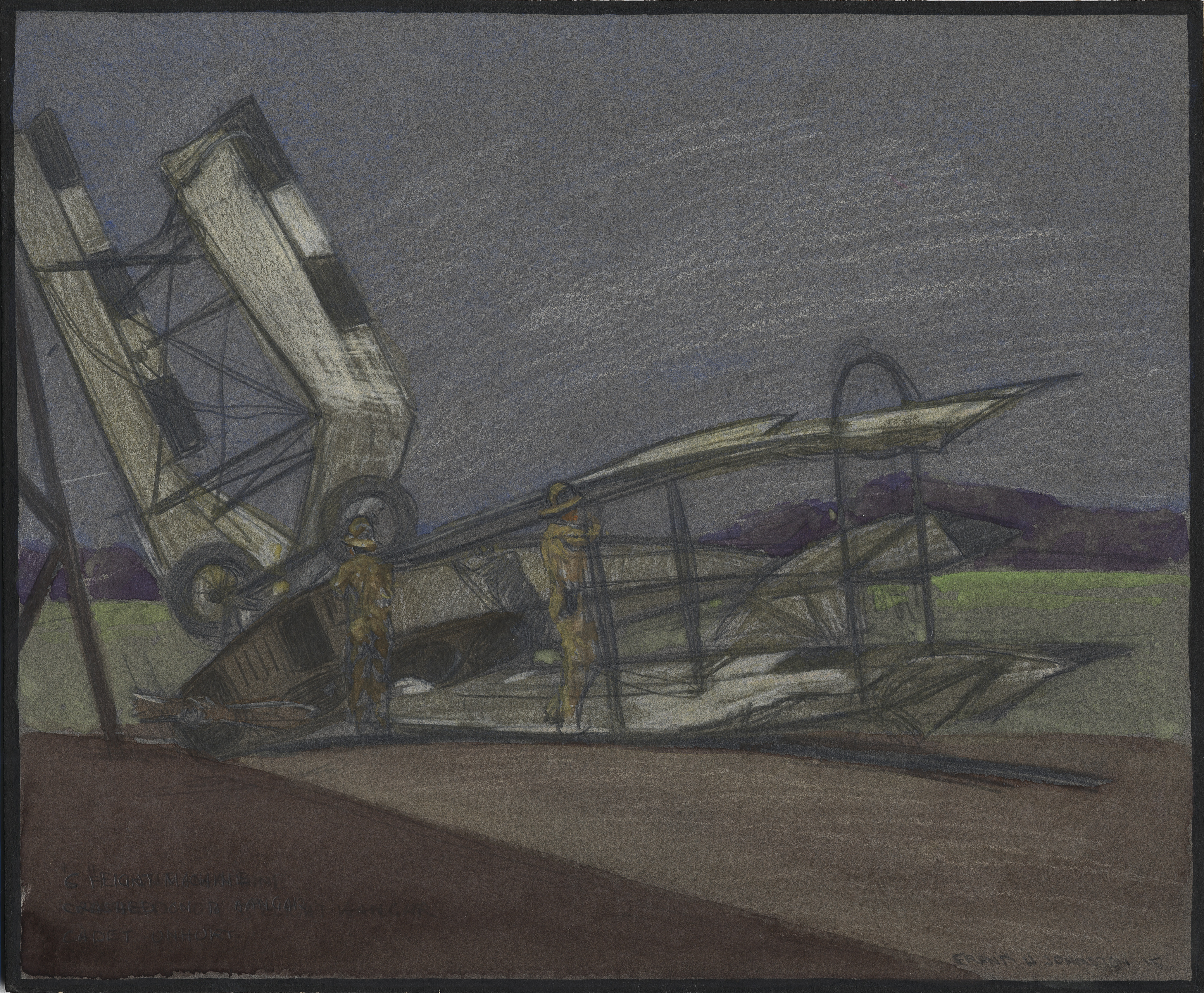
Samolot roztrzaskany o hangar, 1918, akwarela, Kanadyjskie Muzeum Wojny

W tym celu wyprawiał się w okolice Algonquin Provincial Park i Jeziora Górnego. Johnston malował temperą, czym różnił się od pozostałych członków Grupy Siedmiu. W 1918, pod koniec wojny, namalował w ramach cyklu Canadian War Memorials (Kanadyjskich Pomników Wojennych) szkolenia pilotów w Beamsville (Ontario); obrazy te miały upamiętnić udział Kanady w I wojnie światowej. 
W 1919 miał wystawę ponad sześćdziesięciu swoich prac – więcej niż jakikolwiek inny artysta w tym czasie. Wziął udział tylko w jednej wspólnej wystawie Grupy Siedmiu (w maju 1920). Kilka miesięcy później miał własną wystawę w T. Eaton Company Galleries, na której zaprezentował ponad dwieście obrazów. Powodem, dla którego Johnston uczestniczył tylko w jednej wystawie Grupy Siedmiu były różnice pomiędzy nim a pozostałymi członkami grupy, jeśli chodzi o ideologię i technikę; poza tym być może obawiał się, że nieprzychylne przyjęcie wystawy przez publiczność może niekorzystnie wpłynąć na sprzedaż jego własnych obrazów.
Na początku 1920 rozpoczął pracę w Ontario College of Art, a pod koniec 1921 wyjechał z Toronto do pracy w Winnipeg School of Art w Winnipeg. W latach 1922–1924 był dyrektorem uczelni. W Winnipeg miał największą wystawę, jaką kiedykolwiek zdobyto w tym mieście. Powoli oddalał się od Grupy Siedmiu, a 1924 ogłosił swoją oficjalną rezygnację podając jako powód chęć pójścia własną drogą, jeśli chodzi o wystawy. W 1927 zmienił nazwisko na Franz Johnston. Zaczął pracować dla galerii sztuki w domach towarowych. Jego obrazy straciły jednak wcześniejszą witalność i stały się bardziej dekoracyjne. W latach 1927–1929 uczył w Ontario College of Art.
W 1939 Johnston został zaproszony do Eldorado nad Wielkim Jeziorem Niedźwiedzim (Terytoria Północno-Zachodnie), gdzie spędził sześć miesięcy szkicując zarówno pejzaże jak i sceny z życia codziennego miejscowej ludności tubylczej. Po powrocie osiadł w Wyebridge, w Ontario, zamieniając siedzibę gminy na swój dom i atelier. Podróżował regularnie w celach malarskich do północnego Ontario. Jego ostatni wypad miał miejsce w 1946; celem były okolice Nipigon. Podczas swych ostatnich sezonów letnich Johnston malował sielskie sceny z Quebecu (Baie-Saint-Paul, wioski z okolic Québecu) i doliny rzeki Ottawy.
Zmarł w 1949. Został pochowany na małym cmentarzu na terenie galerii McMichael Canadian Art Collection.